# Fosse des Caïmans

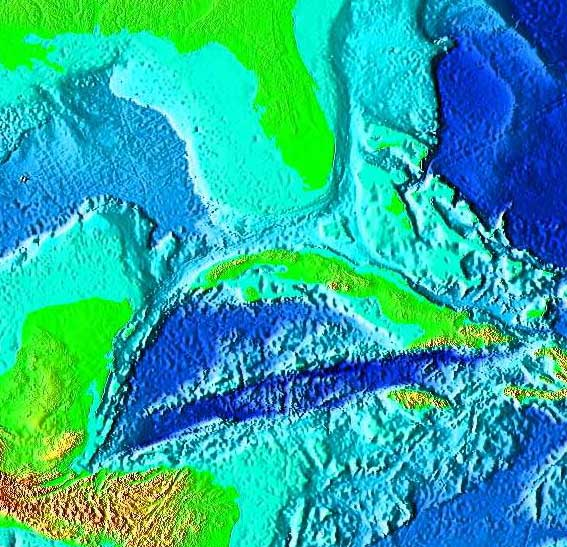
Imagerie satellite de la fosse des Caïmans.

La fosse des Caïmans est une fosse océanique de l'ouest de la mer des Caraïbes, située entre la Jamaïque et les Îles Caïmans, au sud-ouest de Cuba.
La fosse se trouve à la limite des plaques tectoniques nord-américaine et caraïbe ; elle atteint une profondeur maximale de 7 686 mètres, ce qui en fait la plus grande profondeur connue de l'océan Atlantique après la fosse de Porto Rico. 

## Contexte géologique
Un système de failles géologiques encadrent la fosse : la faille de Polochic (ou Polochic-Chixoy) en décrochement sénestre. Cette faille court sur 250 km de l'Atlantique à l'est jusqu'à la côte pacifique du Chiapas au Mexique. La faille de Motagua, quant à elle, s'étend sur environ 300 km et se connecte dans l'Atlantique avec la faille de Swan. Cette faille est responsable du séisme de 1976 au Guatemala qui fit près de 23 000 morts avec une magnitude de 7,5 sur l'échelle de Mercalli. Enfin, la faille d'Oriente au nord de la fosse est la principale zone sismogène de l'archipel cubain.
Cette zone abrite les volcans sous-marins les plus profonds du monde, dont plusieurs découverts en 2010 par près de 5 000 m de fond par une équipe de recherche britannique à bord du RSS James Cook.  

## Biologie
En janvier 2012 des chercheurs découvrent dans la fosse à 5000 m sous le niveau de la mer une espèce de crevette extrémophile, Rimicaris hybisae, pour l'instant endémique de l'endroit. Ne possédant pas d'yeux, elle est capable d'évoluer à des températures de 450 °C.